# En boucle (série télévisée)
Pour les articles homonymes, voir En boucle.
Production
Diffusion
En Boucle est une série télévisée française réalisée par Manon Amacouty d'après un scénario de Sébastien Folin, Frédéric Journet et Carole Lépinay.
Cette comédie fantastique est une coproduction du pôle outremer de France Télévisions, La Belle Télé et TikTak Production.

## Distribution
- David Erudel : François Françoise
- Marie-Alice Sinaman : Prisca Françoise
- Jade Lambert : Laurie Françoise
- Éric Lauret : David Ah-Peng
- Laure Le Rouzic : Romy Marty
- Antoine Stip : Rajah Saint-Ange
- Aloïs Fructus : Octave Marty
- Baya Massamba Wa : Mona Ben Salem
- Christine Salem : Mirose Soupapoullé
- Thierry Vaïtilingom : William Gonthier
- Audrey Turpin : Marceline Elisabeth
- Patricia Ricordel : Florence Marty
- Frédéric Viguerie : Stéphane Marty
- Audrey Laroche
- Titi le comik
- Julien Dijoux
- Beryl Coutat
- Brandon Gercara

## Production

### Genèse et développement
Cette comédie fantastique est une coproduction du pôle outremer de France Télévisions, La Belle Télé et TikTak Production, réalisée avec  le soutien de la région Réunion,,,.
La série est écrite par Sébastien Folin, Frédéric Journet et Carole Lépinay et réalisée par la jeune réalisatrice réunionnaise Manon Amacouty,,.
Sébastien Folin précise : « L'idée est de prendre tous ces sujets qui touchent à l'inclusion et aux discriminations, et justement d'en faire un sujet de comédie. On y a placé un propos féministe, contre l'homophobie, très inclusif. Certains disent que c'est un propos "woke", mais toujours est-il qu'on a aujourd'hui un vrai conflit de générations sur ces grands sujets de société, qui peuvent être des difficultés à vivre-ensemble. Alors qu'en les prenant par le bon biais, on s'est rendus compte que si on écoute les revendications de chacun, on peut vraiment réussir à vivre-ensemble. ».

### Attribution des rôles
Le comédien réunionnais David Erudel interprète le rôle principal, celui de François Françoise, ce « boug tranquille, plutôt créole de base, un peu macho » : « Mi attendais pas du tout avoir un rôle comme ça, en plus c'est un bon scénario, moin lé content, flatté. ».
L'équipe de production a tenu à ce que le casting soit 100% réunionnais : « On a tenu absolument à faire un casting 100% réunionnais, même pour les personnages qui sont ceux du 93. », souligne le créateur de la série Sébastien Folin.

### Tournage
Le tournage de la série a lieu du 19 février au 16 mars 2024 sur l'île de La Réunion,.
Hormis quelques scènes en extérieur en Seine Saint-Denis en France métropolitaine, tout le reste est tourné à La Réunion, « même les scènes qui se passent à Saint-Denis dans le 93. ».

### Fiche technique
Sauf indication contraire, les informations mentionnées dans cette section peuvent être confirmées par la base de données cinématographiques Allociné,  présente dans la section « Liens externes ».
- Titre français : En Boucle
- Genre : comédie fantastique[3],[2]
- Production : Sébastien Folin et Laurent Médéa[3]
- Sociétés de production : le pôle outremer de France Télévisions, La Belle Télé et TikTak Production[1],[2],[3]
- Réalisation : Manon Amacouty[1],[2],[3],[4]
- Scénario : Sébastien Folin, Frédéric Journet et Carole Lépinay[1],[2],[3],[4]
- Pays de production :  France
- Langue originale : français, Créole réunionnais
- Format : couleur
- Nombre de saisons : 1
- Nombre d'épisodes[1],[3] : 8
- Durée : 20 minutes[1],[3]
- Dates de première diffusion : 21 septembre 2024